# José Fernando Fumagalli
José Fernando Fumagalli (sinh ngày 5 tháng 10 năm 1977) là một cầu thủ bóng đá người Brasil.

## Sự nghiệp câu lạc bộ
José Fernando Fumagalli đã từng chơi cho Verdy Kawasaki.

## Thống kê câu lạc bộ

### J.League
| Đội            | Năm       | J.League | J.League | J.League Cup | J.League Cup | Tổng cộng | Tổng cộng |
| Đội            | Năm       | Trận     | Bàn      | Trận         | Bàn          | Trận      | Bàn       |
| -------------- | --------- | -------- | -------- | ------------ | ------------ | --------- | --------- |
| Verdy Kawasaki | 1998      | 10       | 5        | 0            | 0            | 10        | 5         |
| Tổng cộng      | Tổng cộng | 10       | 5        | 0            | 0            | 10        | 5         |